# Клапоух Юрій Олексійович
Клапоу́х Ю́рій Олексі́йович (*12 березня 1963, Умань) — сучасний український художник.

## Біографія
Юрій Клапоух народився 12 березня 1963 року в місті Умань Черкаської області.
Після закінчення школи вступив до Харківського вищого військового авіаційного інженерного училища за спеціальністю «Літальні апарати та силові установки».
У 1985 році закінчив ВНЗ із золотою медаллю та отримав диплом з відзнакою. 1993 року закінчив Московський народний університет мистецтв. Живе і працює у Харкові.

## Творча діяльність
Творчий шлях Юрія Клапоуха розпочинається із середини 80-х років ХХ століття. Змінивши кар'єру військового на митця, понад 25 років творчої роботи дали йому змогу стати відомим у світі. Багато творів Юрія Клапоуха знаходяться в приватних колекціях різних країн світу: США, Німеччини, Австрії, Чехії, Польщі та інших.
Творчість художника базується на найкращих традиціях реалістично-романтичного світового живопису. В його архіві багато творів різноманітних жанрів, але основним є жанр класичного реалістичного пейзажу та портрету, жанрові сцени з сільського життя. Його твори світяться щирим добром, пейзажі випромінюють свіжість, прохолоду і запахи відображеної природи. Портрети заворожують своєю реалістичністю і душевністю.
Всі його картини знаходяться в приватних колекціях. Митець не створює копій та не працює на замовлення.

## Виставки і здобутки
За час своєї творчості Юрій Клапоух брав участь у багатьох групових і персональних виставках:
- 1992 — участь в художньому бієнале (м. Львів).
- 1993 — виставка до Дня міста (Український дім, м. Київ).
- 1995–1998 роки — самотужки займався розписом храму Олександра Невського у Харкові.
- 2001 — художня виставка в Німеччині.
- 2009–2010 — переможець міжнародного конкурсу «ARC» (Art Renewal Center).
- 2011 — участь у Всеукраїнській художній виставці (Будинок художника, м. Київ).
- 2011 — нагороджений церковним орденом «В память празднования 1020-летия Крещения Руси» (рос.) і грамотою Священного Синоду УПЦ МП за розпис храму Олександра Невського.